# High Heels
High Heels var ett svenskt akustiskt popband från Falun, Sverige. De bildades 2001 av Fred Yngström (gitarr, sång, piano), Emilia Henriksson (sång, piano) och Mats Udd (bas, gitarr). Sedermera kom Charlotta Nääs (cello, sång, gitarr) och Kerstin Larsson (cello, sång, piano) med i bandet. High Heels debuterade med livedemon "Live" vinter 2002 som var inspelad på tillställningen Svart Lördag på Globen i Falun. På senvåren samma år släpptes deras första studioinspelade EP "High Heels" som innehöll 5 låtar och producerades av Ruben Engzell. Efter 50 spelningar och ytterligare än EP, "We'll Stay The Same Forever" som spelades in på högskolan Dalarna av Ruben Engzell och innehöll 4 låtar, splittrades bandet 2004 på grund av att medlemmarna flyttade ifrån varandra.